# Java Community Process
Der Java Community Process (JCP) ist das 1998 eingerichtete Verfahren, das bei der Weiterentwicklung der Programmiersprache Java und ihrer Standardbibliothek angewandt wird. Der aktuelle Organisationsablauf wurde selbst durch den JCP definiert in einem gleichartigen Prozess wie die Spracherweiterungen im JSR 215 entwickelt.

## Organisation
Jede Erweiterung muss einen bestimmten Prozess durchlaufen. Die Erweiterungen werden Java Specification Request (JSR) genannt und einfach durchnummeriert. Auf der Webseite sind alle JSRs gelistet.
Ein oder mehrere Mitglieder des JCP können einen Vorschlag für eine Erweiterung machen. Diese Vorschläge werden zuallererst daraufhin untersucht, ob sie vielleicht schon durch eine andere vorgeschlagene Erweiterung oder ein vorhandenes API mit abgedeckt werden.
Beinhaltet der Vorschlag eine Änderung der Sprache, der Java Virtual Machine, des Java Native Interfaces, von Packages der java.*-Hierarchie oder anderen mit der Java Platform, Standard Edition ausgelieferten Packages, dann darf dieser Vorschlag nur im Rahmen einer Sammel-Spezifikation für eine neue Java-Version angenommen werden. Diese Regel soll verschiedene inkompatible oder inkonsistente Java-Implementierungen verhindern.
Um dann schließlich als JSR angenommen zu werden, muss das Executive Committee (EC) den Vorschlag annehmen. Das EC wird von den Mitgliedern des JCP im Vorfeld bestimmt. Wird der Vorschlag abgelehnt, besteht für eine gewisse Zeit die Möglichkeit den Vorschlag anzupassen und einer erneuten Abstimmung zu stellen.

## Arbeitsprozess
Wird der Vorschlag angenommen, wird in Folge eine Expertengruppe gebildet, die den JSR mit Expertenwissen weiterbringen soll. Diese bildet einen Early Draft, eine frühe Version. Dieser wird weiter bearbeitet zu einem Public Draft, den die Öffentlichkeit in Form des Internets begutachten und kommentieren kann. Darauf wächst eine abschließende Version des JSR. Wird diese erneut vom EC bestätigt, dann entwickelt die Expertengruppe eine Referenzimplementierung. Nachdem diese begutachtet wurde, stimmt das EC endgültig über die Annahme des JSRs ab. Gelingt diese Abstimmung, wird das JSR offizieller Bestandteil der Sprache.
- Early Draft Review (edr)
- Public Review (pr)
- Proposed Final Draft (pfd, pfd2)
- Final Release (fr, fr2)
- Maintenance Release (mr)

## Mitwirkende
Im JCP wirken neben der Firma Sun, die Java erfunden haben, auch andere Firmen wie IBM, Oracle, HP, Fujitsu, T-Mobile, Siemens und auch Einzelpersonen wie Doug Lea und Vereinigungen wie die Apache Software Foundation mit.
Wegen der Abkehr Oracles vom Open-Source-Gedanken machte im Dezember 2010 die Apache Software Foundation (ASF) ihre Drohung wahr und verließ das Exekutivkomitee. Sie kündigt zugleich an, sich komplett aus dem JCP zurückzuziehen.